# Francesco Prelati

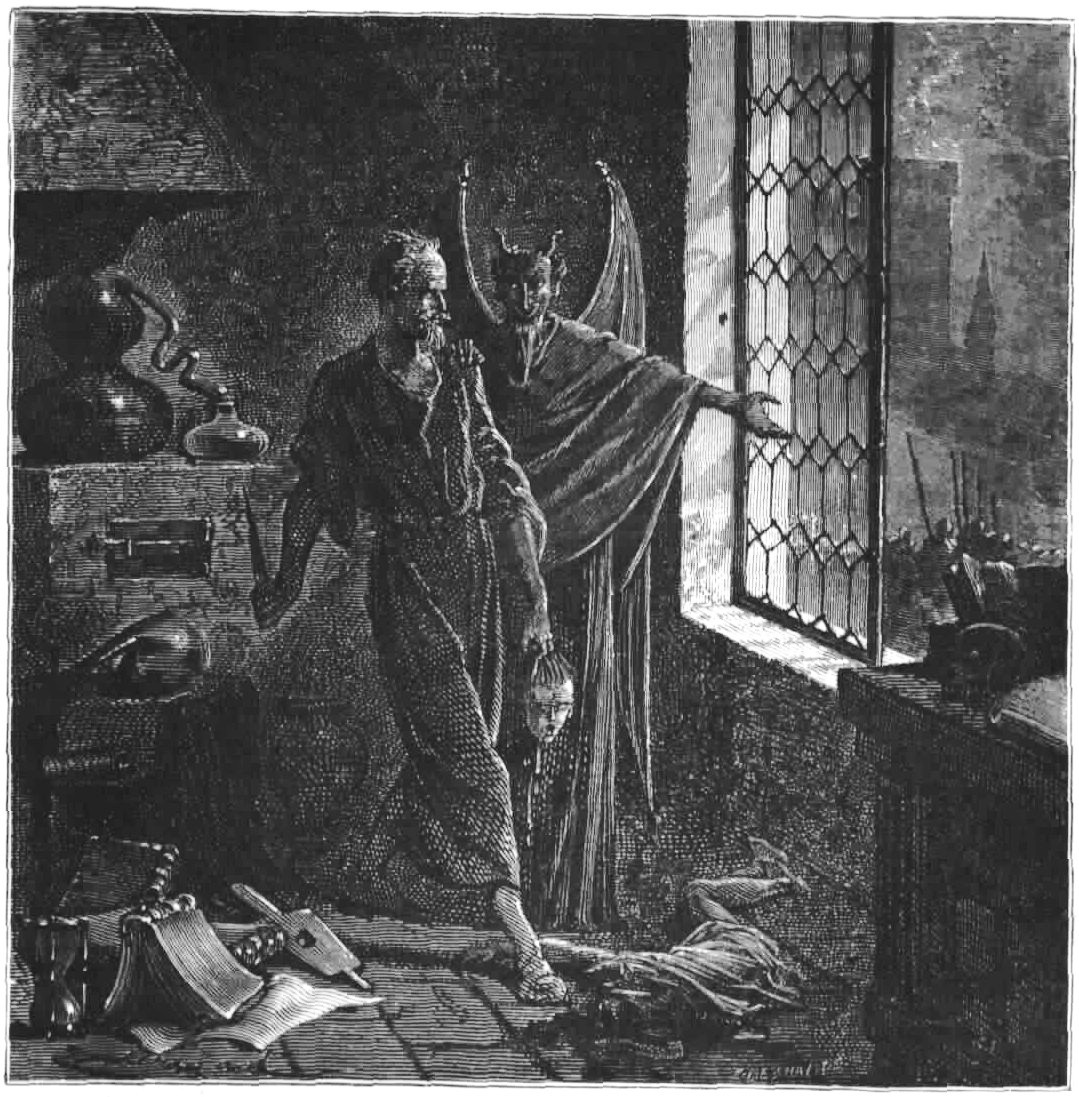
Gilles de Rais con il demone-Francesco Prelati nei sotterranei di Tiffauges

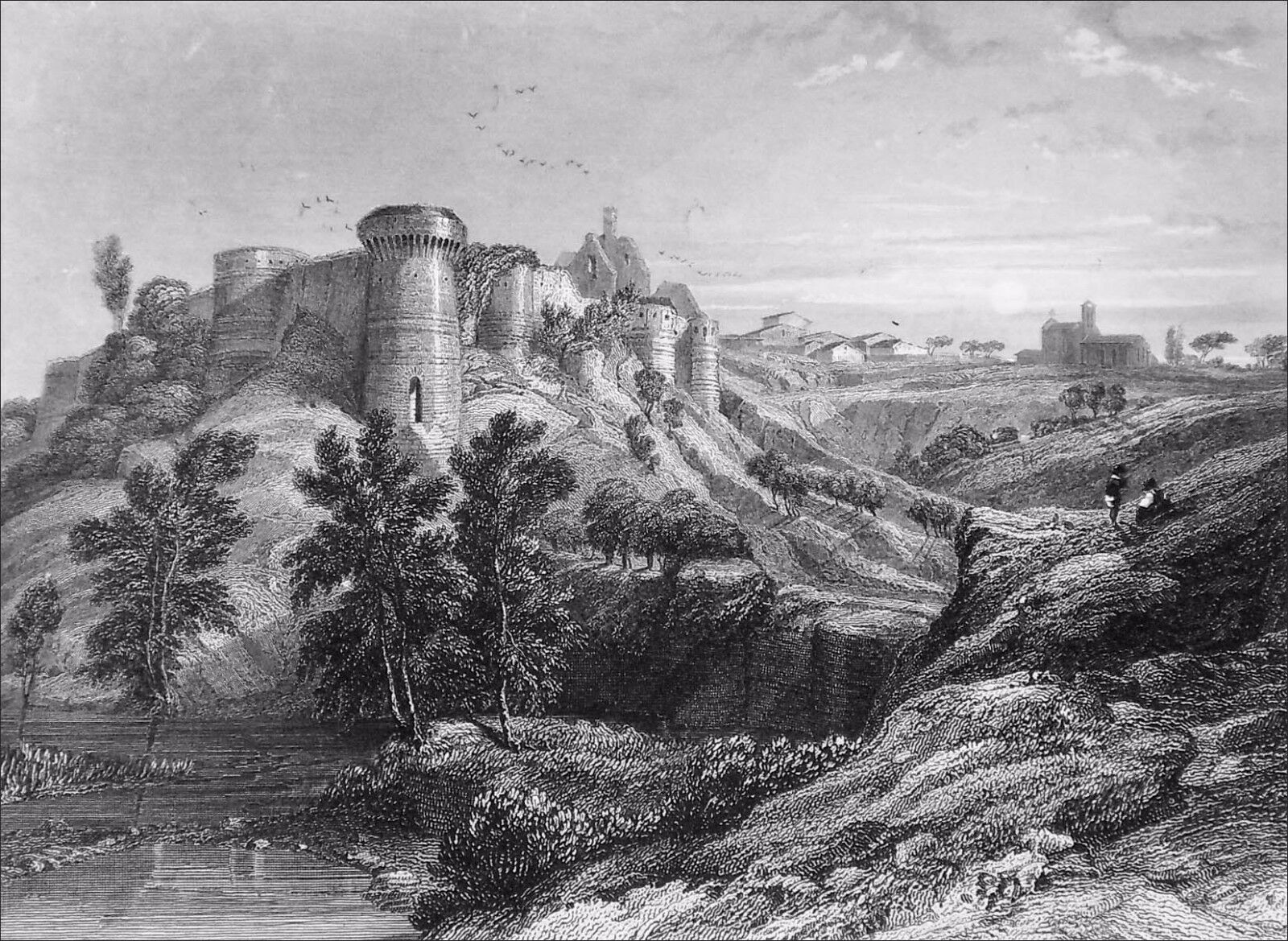
Il castello di Tiffauges, dove Prelati soggiornò al servizio del barone Gilles de Rais

Francesco Prelati (Montecatini Alto, 1414 circa – Angers, 1446) è stato un presbitero e alchimista italiano.

## Biografia
Nativo del borgo di Montecatini Castello, nella repubblica di Firenze, si ritirò giovanissimo in un cenobio di Arezzo con l'approvazione del vescovo al cui ministero partecipava. Presto, però, mise da parte il percorso religioso e fu iniziato, a Firenze, alla negromanzia e ricerca della pietra filosofale dal noto medico Giovanni Fontanel. Definito ecclesiastico tonsurato, dotto in tutte le arti, di bell'aspetto, con pelle olivastra e una grazia che sa di perdizione, sosteneva di avere un rapporto diretto e privilegiato con il demone Barron.
Prese parte agli omicidi commessi da Gilles de Rais dal 1439 al 1440 e si ritiene che sia stato un suo possibile partner sessuale, non disdegnando di cedere corruttivamente i propri favori in cambio di denaro. Sostenne di poter evocare demoni e coinvolse Gilles in questa pratica.
Gilles de Rais, famoso non solo perché compagno di Giovanna d'Arco ma soprattutto per i misfatti compiuti su centinaia di giovinetti, aveva dilapidato una parte delle sue ricchezze: desiderava dunque trasformare il piombo in oro e, secondo lui, solo tramite un patto con il diavolo poteva ottenere ciò. Il suo cappellano personale Eustace Blanchet, consigliato da un certo Guglielmo da Montepulciano, contattò Francesco che subito raggiunse il castello di Tiffauges, nel ducato di Bretagna, residenza preferita dal barone, nel maggio 1439.
Prelati riuscì subito a conquistare la totale fiducia del signore promettendo l'apparizione del demone vestito d'azzurro, con mantello viola, giovane e bello in cambio di un congruo compenso. I risultati, però, non ci furono e il toscano, per accontentare Gilles, qualche volta si travestiva da diavolo approfittando dei suoi momenti di follia. Se Barron non si manifestava era necessario offrirgli sacrifici di sangue umano e il nobiluomo acconsentiva a violentare e uccidere un numero sempre maggiore di ragazzi durante le cerimonie negromantiche organizzate da Francesco nei sotterranei di Tiffauges.
La vicenda divenne insostenibile e i responsabili degli efferati crimini vennero arrestati e processati. Gilles si arrese, dunque, al capitano Jean Labé, inviato dal duca Giovanni V di Bretagna, davanti al ponte levatoio del castello di Machecoul dove spesso soggiornava e soppresse una buona parte delle sue giovani vittime. Lui, Francesco e i complici furono imprigionati nella fortezza di Nantes. Il 26 ottobre 1440 de Rais venne giustiziato insieme ai suoi servi Etienne Corillant e Henriet Griart. Francesco Prelati, invece, dovette scontare il carcere a vita. Riuscì però a evadere e a riparare nell'Angiò dove, ad Angers, fu assoldato in qualità di alchimista nella corte del duca Renato. Ora aveva assunto un'altra personalità: capitano di Laroche-sur-Yon, si faceva chiamare, dal luogo natale, François de Mont-catin. Si vendicò del tesoriere del duca di Bretagna Giovanni VI, Geoffroy le Ferron, reo di averlo fatto recludere, inventando false accuse per farlo cadere in disgrazia. Non riuscì nell'intento e il Consiglio reale del re di Francia Carlo VII lo condannò a morte sul rogo ad Angers alla fine del 1446.

## Riferimenti nella cultura di massa

### Letteratura
- Francesco Prelati è apparso come personaggio in opere quali Thief of Souls di Anne Benson[12] e Fate/strange Fake di Ryōgo Narita[13].
- L'alchimista toscano è citato nel thriller storico "Alphabetum La confraternita del saio nero", di Massimo Pietroselli, poi intitolato La profezia infernale. I resti di Prelati, scampato al rogo, sarebbero stati traslati dalla Francia a Roma nel 1486 e tumulati nella cripta della piccola chiesa dei Tre Santi, cimitero gentilizio dei Del Drago, degli Antimonti e degli Sferelli. La lapide funeraria recita così: "D.O.M. Cineres et ossa Francisci Prelati arretini huc traslata MCDLXXXVI - Obsculta praecepta magistri"; una chiara indicazione a continuare i misteriosi rituali dell'artista neerlandese detto il Maestro del Monogramma. Ma in realtà le ossa apparterrebbero al pittore veneto negromante Marcello Morosini.[14]
- Francesco Prelati appare nel romanzo L' uomo dalla barba blu. Gilles de Rais e Giovanna d'Arco nel labirinto delle menzogne e delle verità di Franco Cardini e Marina Montesano.